# Bogusław Barabasz
Bogusław Barabasz (ur. 20 marca 1949 w Raciborzu, zm. 14 sierpnia 2010 w Krakowie) – zootechnik, profesor zwyczajny w Katedry Hodowli Drobiu, Zwierząt Futerkowych i Zoohigieny Uniwersytetu Rolniczego im. Hugona Kołłątaja w Krakowie.

## Kariera zawodowa
Bogusław Barabasz był absolwentem Wydziału Zootechnicznego Akademii Rolniczej w Krakowie (1969-74), gdzie później rozpoczął pracę pod kierunkiem prof. Stanisława Jarosza. W 1981 roku obronił pracę doktorską na temat „Badania nad optymalizacja zestawów paszowych w żywieniu norek z uwzględnieniem dwu poziomów wartości biologicznej białka”, a w 1992 roku napisał rozprawę habilitacyjną na temat „Badania nad żywieniem tchórzy hodowlanych dawkami pasz o różnych poziomach białka i energii”. Odbył szereg staży zagranicznych: w Danii (1980, 1986, 1987), na Słowacji (1986, 1988), w Rosji (1985, 1991, 1993). Przez cały okres swojej aktywności zawodowej pracował głównie nad problemami paszoznawstwa i żywienia zwierząt futerkowych. Był także wykładowcą przedmiotu „hodowla zwierząt futerkowych”.